# Ophélie Véron
Pour les articles homonymes, voir Véron.
Ophélie Véron, née le 2 janvier 1986 à Tours, est une chercheuse française en sciences sociales, spécialiste des mouvements véganes.
Féministe, antispéciste et végane, elle milite pour les droits des animaux. Elle est particulièrement connue pour son blog Antigone XXI dans lequel elle partage ses réflexions et conseils pratiques sur le véganisme.  

## Biographie
Ophélie Véron est titulaire d’un baccalauréat littéraire, qu’elle obtient en 2002 avec les félicitations du jury[réf. nécessaire]. La même année, elle intègre le lycée Louis-le-Grand en hypokhâgne puis khâgne. Elle entre à l’École normale supérieure de Paris en 2005. En 2006, elle obtient une maîtrise en géographie à l’université Panthéon-Sorbonne, se spécialisant sur les pays émergents et en développement. En 2007, à l'université d'Oxford, elle valide un Master of Science en études russes et est-européennes. Elle enseigne pendant deux ans à Sciences Po. 
En 2015, elle soutient sa thèse de doctorat en géographie à l’University College de Londres sur le sujet « Deconstructing the Divided City: Identity, Power and Space in Skopje ». De 2016 à 2018, elle a été chercheuse post-doctorale à l’université catholique de Louvain. Depuis 2019, elle est chercheuse à l'université de Sheffield. Ses recherches s'inscrivent dans le champ de la géographie critique et portent sur les divisions urbaines, le militantisme environnemental et alimentaire, les espaces éco-anarchistes, l’intersectionnalité et les vegan geographies.

## Véganisme
Elle devient végétarienne à l’âge de 22 ans et végane à 25 ans. À plusieurs reprises, elle témoigne des difficultés à faire accepter son mode de vie à sa famille pendant les premières années de ce changement. Elle ouvre en 2012 son blog, Antigone XXI, qui devient une référence sur le véganisme dans le monde francophone. En 2015, elle est engagée comme chargée de mission par l’Association végétarienne de France, où elle est responsable scientifique de la mission Climat et travaille sur le « Défi Veggie ». 
Elle est intervenue sur la question animale à la radio mais aussi dans le cadre d'événements dont le Festival Végane de Montréal en 2017. En janvier 2018, l'émission Square Idée, sur Arte, interviewe l'historien Massimo Montanari et Ophélie Véron sur la question du végétalisme. Elle y expose notamment les valeurs antispécistes et politiques qui sont à la base de la réflexion végane. 

## Blog Antigone XXI
En 2012, afin de partager sa passion et ses valeurs auprès de ses proches, elle ouvre un blog sous le pseudonyme Antigone XXI. Son but est d’informer sur le véganisme en proposant des réflexions d'ordre éthiques, sociétales et environnementales. Elle allie ces articles théoriques avec une mise en pratique, notamment au travers de recettes de cuisine. Le blog gagne en popularité et est une référence pour la communauté végane francophone : la presse le cite dans plusieurs articles portant sur le véganisme,, ou la cuisine végétale,,. Elle prône également un mode de vie moins consumériste et plus respectueux de l'environnement.  
En 2017, le blog change de ligne éditoriale. Ophélie Véron abandonne les recettes culinaires au profit d'articles démocratisant ses recherches universitaires autour du véganisme. 

## Publications

### Essais
- Planète végane. Penser, manger et agir autrement, Paris, Hachette, Marabout, 2017.

### Livres pratiques
- Les blogueuses cuisinent vegan, Paris, Larousse, 2015.
- La Pâtisserie crue, Paris, La Plage, 2015.
- Bébé veggie, Paris, La Plage, 2016.
- Veggie Kids. Guide pratique et gourmand pour les 6-12 ans (co-écrit avec Marie Laforêt et Sophie Cottarel), Paris, Alternatives, 2017.

### Articles journalistiques
- Chia, goji, açaï : les super aliments sont-ils des super arnaques ?, Terra Eco, 5 décembre 2013
- Pourquoi une réussite de la COP21 serait un échec pour le climat, Terra Eco, 30 novembre 2015
- Pourquoi l’élevage est le grand oublié de la COP21, Terra Eco, 10 décembre 2015
- La COP21 est terminée, pas notre combat pour le climat !, Terra Eco, 4 janvier 2016
- Enfants végés : comment gérer le dilemme des invitations ?, Happy Veggie, 12 décembre 2016
- Végétariens de tous les pays, véganisez-vous !, Terra Eco, 29 février 2016
- Guide de grossesse et enfance végane, Véganes, printemps 2017.

### Publications universitaires autour du véganisme
- L’animal que l’on [ne] mange [pas]. Représentations médiatiques et artistiques, TRANSverse, numéro « La bouffe en question », 2016
- (en) From Seitan Bourguignon to Tofu Blanquette: Popularizing Veganism in France with Food Blogs, Critical Perspectives on Veganism, Castricano, J. et Simonsen, Rasmur R. (dir.), The Palgrave Macmillan Animal Ethics Series, 2016, p. 287-305
- (en) (Extra)ordinary activism: veganism and the shaping of hemeratopias, International Journal of Sociology and Social Policy, vol. 36, no 11/12, 2016, p. 756-773
- Le véganisme est-il un anarchisme ?, Versus, no 3, p. 138-143

### Divers
- Élevage et climat : Comprendre le problème, évaluer les solutions, Association Végétarienne de France collectif, Paris, octobre 2015
- Le véganisme est-il l’avenir de l’homme ?, émission radio France Inter d’Ali Rebeihi, 23 mai 2017
- Le Véganisme : résistance et quotidienneté, communication, Estivales de la Question Animale, Marlhes, août 2015
- Penser, manger et agir autrement, émission radio Première RTBF, 29 juin 2017
- Végétalisme: une nouvelle idéologie ?, émission Square Idée, Arte, 7 janvier 2018